# Maëva Truntzer
Maëva Truntzer (* 8. Dezember 1989 in Montpellier) ist eine französische Tanzsportlerin. Im Boogie-Woogie war sie in den Jahren 2005, 2008, 2009 und 2010 zusammen mit William Mauvais (* 1988) Weltmeisterin.
Maëva Truntzer wurde in Montpellier, Frankreich, geboren und begann ihre Karriere mit Modern Jazz Dance im Alter von vier Jahren. Als 14-Jährige lernte sie William Mauvais bei Tanzwettbewerben kennen. Im Alter von 15 waren sie bereits Junior Supreme Champion of Europe and the World im Boogie-Woogie. Im Boogie-Woogie gewannen sie viermal die WRRC World Champions (2005, 2008, 2009, 2010) und seit 2011 im Lindy Hop weitere Preise.